# Otava
Der Fluss Otava (deutsch Wottawa, früher Wattawa, am Oberlauf auch Ohe) entsteht im Böhmerwald in Tschechien am Zusammenfluss der Bergflüsse Křemelná und Vydra. Er fließt meist in nordöstliche Richtung durch die Städte Sušice, Horažďovice, Strakonice und Písek und mündet in der Orlík-Talsperre bei der Burg Zvíkov in die Moldau.
Der obere Flussverlauf von Čeňkova Pila nach Rejštejn ist schnell, mit vielen Stromschnellen, Felsblöcken und unregelmäßigen Schwellen im Flussbett. Das Otava-Tal ist eng und bewaldet. Im Verlauf des Flusslaufes bei Sušice beruhigt sich die Fließgeschwindigkeit und die Otava nimmt bis zur Orlík-Talsperre den Charakter eines ruhigen Flusses an.
Auf seinen letzten 22 Kilometern bis zur Mündung bei Burg Zvíkov wird der Fluss von der Orlík-Talsperre gestaut. In den Flussschleifen unterhalb der Mündung der Lomnice bildete die Otava bis zum Stau weitere Stromschnellen und Untiefen, von denen der reißende Annenstrom (Anenské proudy) um den Felssporn von Svatá Anna als besonders gefährlich galt.

## Geschichte
Infolge des seit dem Ende des 19. Jahrhunderts aufgekommenen Interesses der Bevölkerung an den historischen Stätten der Region ließ der Klub československých turistů zu Ehren von August Sedláček in den Jahren 1924 bis 1928 zwischen der Burg Zvíkov und Písek am Unterlauf des Flusses den 25 km langen Sedláček-Steig (Sedláčkova stezka) anlegen. Der untere Abschnitt des Steiges zwischen Štědronín und Zvíkov wurde zu Beginn der 1960er Jahre durch den Orlík-Stausee, der dort den Wasserspiegel im Tal um 35 m erhöhte, überflutet.

## Zuflüsse
- Pěkný potok (l). bei Bystrá
- Rýžovní potok (r), bei Myší Domky
- Losenice (r), bei Rejštejn
- Opolenecký potok (r), bei Radešov
- Radešovský potok (l), bei Radešov
- Račí potok (r), bei Bohdašický Mlýn
- Luční potok (l), bei Nové Městečko
- Volšovka (l), in Sušice
- Ostružná (l), unterhalb Sušice
- Podmokelský potok (r), oberhalb Čepice
- Nezdický potok (r), bei Žichovice
- Nezamyslický potok (r), bei Rabí
- Hejenský potok (r), bei Bojanovice
- Černíčský potok (l), bei Bojanovice
- Mlýnský potok (l), bei Nový Dvůr
- Dvorský potok (r), bei Horní Poříčí
- Březový potok (l), unterhalb Dolní Poříčí
- Novosedelský potok (r), bei Katovice
- Kolčavka (l), bei Střela
- Drachkovský potok (r), oberhalb Strakonice
- Volyňka (r,) in Strakonice
- Řepický potok (l), unterhalb Strakonice
- Rovenský potok (l), bei Přešťovice
- Zorkovický potok (r), bei Čejetice
- Cehnický potok (r), bei Sudoměř
- Vítkovský potok (l), bei Ohrada
- Brložský potok (l), bei Chotěbořice
- Řežabinecký potok (r), bei Chotěbořice
- Blanice (r), bei Zátaví
- Dobrá voda (l), bei Vápenice
- Mehelnický potok (r), an der Stadtinsel in Písek
- Jiher (l), in Písek
- Vrcovický potok (r), bei Vrcovice
- Zlivický potok (l), bei Kavkovna
- Lomnice (l), bei Oslov

## Eponyme
1999 wurde der Asteroid (4405) Otava nach dem Fluss benannt.